# Драшковићи са Чева
Црногорско братство Драшковићи од старина су из Заљућа на Чеву у племену Озринићи. Родоначелник братства је спахија и војвода Драшко Поповић (1640-1725) са Чева који се помиње у многим епским пјесмама и архивским документима у Котору, Херцег Новом, Дубровнику и Венецији од 1684. до 1718. године.
Драшков брат поп Ћетко Поповић помиње се 1684. и 1685. године, и његов син Драгоје Поповић 1710. године. Од Драшкових синова у историјској грађи се јављају: Симо Драшков 1690. године и Вуко Драшков 1684. и 1715. године, и Вуков син Јово Драшковић 1754. године, као и Драшков унук Андрија Јованов Драшковић из Озринића који се помиње 1748. и 1756. године. Касније се у писаним документима помињу следећи Драшковићи из Заљућа са Чева:
- 1831. године Живко Симовић и син му Радуле Живков,
- 1839. године Милутин Дурков и син му Јоко,
- 1846. године Ико Матовић са синовима Лазаром и Марком, Ћетко Јоков, Петар Бошковић, Саво Вучетић и Осман Лабудов сви Драшковићи.[1]

## Познати Драшковићи
Осим војводе Драшка Поповића опјевани су у епским пјесмама његов син барјактар Милош (Мићо) Поповић као и Драшков унук Живко Симо(но)вић и чувени харамбаша и стотинаш Машут Мрдовић. Осим ових Драшковићи су имали више признаних јунака међу којима су: кабада'ија и стотинаш Зрно Ћетковић, стотинаш Никола Мирковић, Милутин Дурковић (који је са синовцем Рамом Петровим погинуо 1862. године у Дуги), Лука Радов, Мило Николин, Ђукан Вукотин, затим носилац Златне Обилића медаље из рата 1875-1878. године Ристо Радунов (којем су три брата погинула у овом рату) и Јован Петров из Броћанца код Никшића који је такође носилац Златне Обилића медаље из рата 1875-1878. године.

## Официри и ратници
Познати су били капетани црногорске војске из балканских и Првог свјетског рата: Ђуро Ристов, Мирко Шћепанов и Спасоје Јованов који је био командант Рудинско - трепачког батаљона у Балканским ратовима и Првом свјетском рату. Познати јунак из Првог свјетског рата и носилац француске Легије части био је Алекса Баћов Драшковић. Јован Пејов Драшковић је био предсједник чевске општине за вријеме Краљевине СХС (1918-1929), а Бранко Божов Драшковић (1912-1979) ратни пуковник, угледни публициста, дипломата, амбасадор и министар у влади ФНР Југославије.

## Родови Драшковића
Исти род са Драшковићима су Поповићи из Броћанца (1911. и 1941. године - било их је три куће) и њихов огранак Јеремићи код Ужица у Србији.
Драшковића има насељених у Србији и Босни и Херцеговини. Од Драшковића из Заљућа су и Савићи и Ђуровићи код Лесковца и Николићи код Јагодине у Србији, као и Новаковићи и Грујићи код Зворника у Босни. Драшковића је било 1839. године у Заљућу 19 кућа, а касније на цијелом Чеву (Заљуће, Доњи Крај, Убле чевске и Бијеле Пољане) 1911. године - 22 куће, 1941. године -25 кућа, 1971. године - 14 кућа.
Пасови Драшковића иду овако:кнез Драгоје - поп Шћепан (Прента) - војвода ДРАШКО - барјактар Милош (Мићо) - Мирко - Мато - Јоко - Ћетко - Перко - Петар - Блажо - Небојша - Милош.
Драшковићи са Чева славе Аранђеловдан 21. новембра а прислужују Илиндан 2. августа.